# Anthony Barr
Anthony Barr (South Bend, 18 marzo 1992) è un giocatore di football americano statunitense che gioca nel ruolo di outside linebacker per i Dallas Cowboys della National Football League (NFL). Scelto come nono assoluto del Draft NFL 2014, in precedenza aveva giocato a football per i Bruins dell'Università della California a Los Angeles (UCLA).

## Carriera universitaria

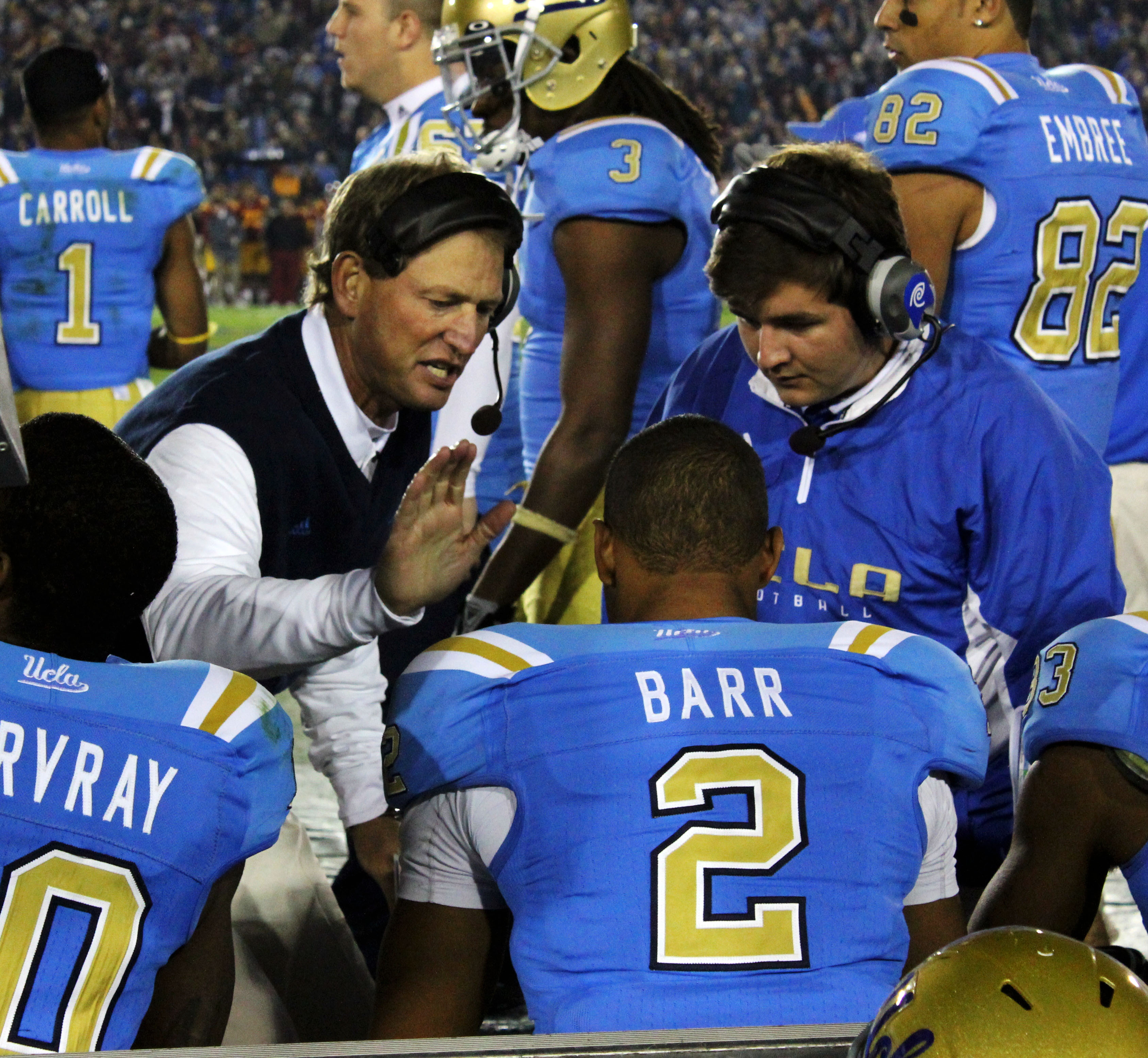
Barr in sideline durante il Rose Bowl 2011 perso contro USC.

Dopo aver giocato a football per la Loyola High School, ai tempi della quale fu eletto All-State dopo una stagione da junior disputata come running back (corse per 1890 yard e 20 touchdown) oltre che invitato all'U.S. Army All-American Bowl (cui dovette rinunciare di parteciparvi a causa di un infortunio alla caviglia), Barr decise ricevette numerose proposte da varie università ma decise di restringere la scelta tra l'Università di Notre Dame e UCLA, per poi infine optare per l'università losangelina.
Nei suoi primi due anni in forza ai Bruins, Barr continuò a giocare in attacco, non solo come running back ma anche come wide receiver e tight end prima di passare nel 2012 all'attuale ruolo di outside linebacker. Come difensore prese parte come titolare a tutti e 14 gli incontri della stagione regolare, totalizzando 13,5 sack, risultato che lo pose al secondo posto di tutti i tempi relativo ad una singola stagione dell'ateneo e al secondo posto stagionale dietro Jarvis Jones dell'Università della Georgia, e 21,5 tackle, miglior risultato stagionale di UCLA, venendo inserito per questi suoi risultati nel Second-team All-America e nel First team All-Pac-12.
Nel 2013 Barr fu titolare in tutti e 13 gli incontri disputati dai Bruins, collezionando 66 tackle totali di cui 43 solitari ed un passaggio deviato. Egli si classificò inoltre 2º nella Pac-12 e 9º a livello nazionale in tackle con perdita di yard (20) e 3º nella Pac-12 e 18º a livello nazionale in sack (10), venendo premiato a fine stagione con l'inserimento nel First-team All-American da parte dell'Associated Press e nel First team All-Pac-12, e venendo insignito del Lott Award, quale difensore universitario che ha avuto il maggior impatto nell'ambito della propria squadra.

## Carriera professionistica

### Minnesota Vikings

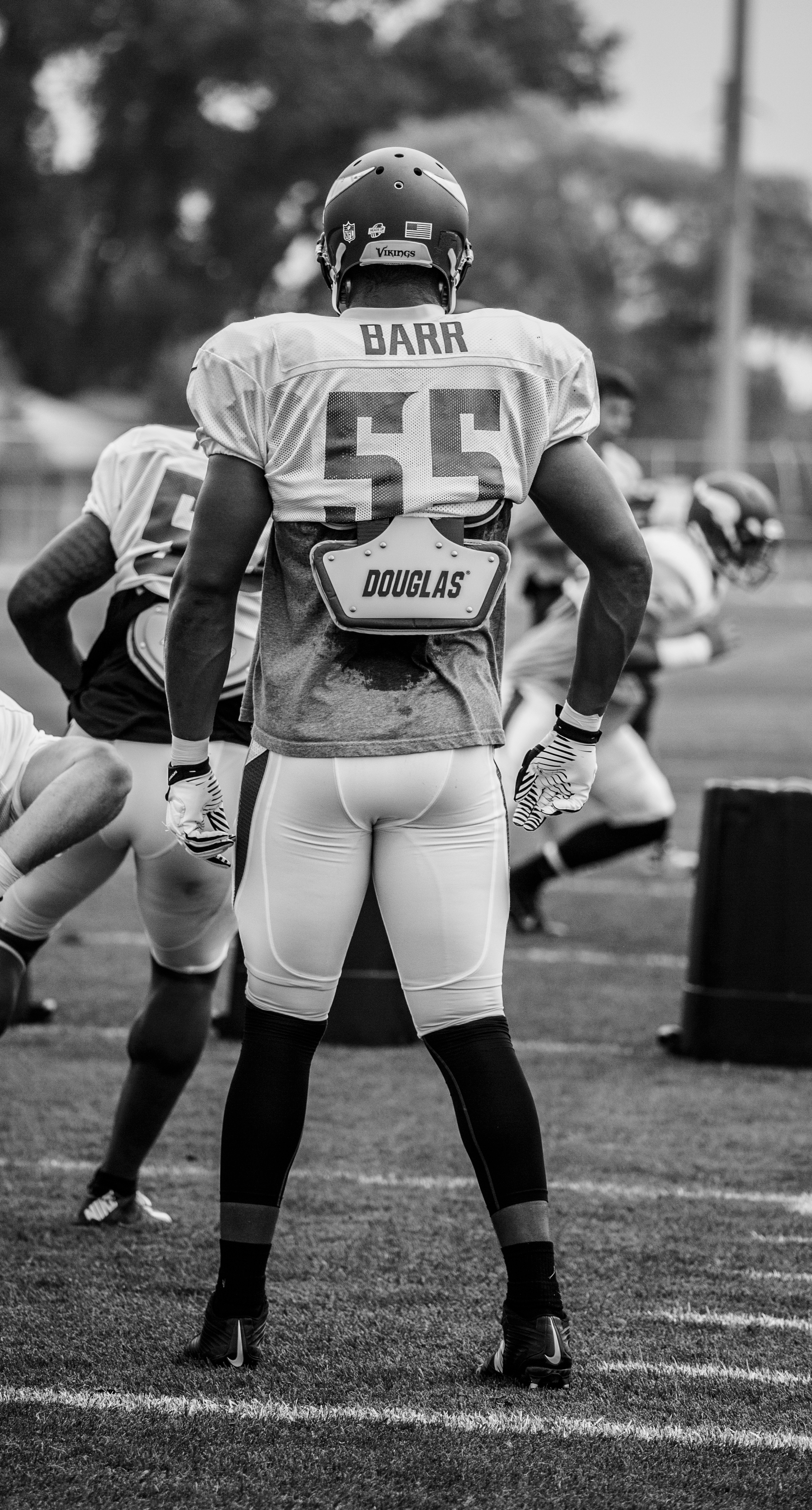
Barr nel training camp 2014.

Durante il corso del 2012 Barr fu inserito tra i migliori prospetti eleggibili nel Draft NFL 2013, venendo pronosticato per una chiamata al primo giro, ma rinunciò a rendersi eleggibile per poter completare la sua carriera sportiva con UCLA. Nel 2013 fu nuovamente pronosticato per una chiamata al primo giro per il Draft 2014, venendo scelto l'8 maggio come nono assoluto dai Minnesota Vikings. Egli fu il difensore di UCLA selezionato più in alto nel Draft dal 1991, anno in cui Eric Turner venne selezionato come secondo assoluto, e superò inoltre Jamir Miller (eletto nel 1994 come decimo assoluto) come linebacker selezionato più in alto in assoluto al Draft nella storia dell'ateneo losangelino. Il 21 maggio firmò il suo primo contratto da professionista, un quadriennale con opzione per il quinto anno da 12,74 milioni di dollari, di cui 7,6 garantiti alla firma.

#### 2014
Barr debuttò tra i professionisti nel primo incontro della stagione regolare, vinto da Minnesota per 34-6 in casa dei St. Louis Rams, durante il quale scese in campo come titolare e guidò subito i Vikings con 7 tackle (6 solitari ed uno assistito). Nella settimana 8 contro i Buccaneers, Barr fu decisivo quando mise a segno un intercetto su Mike Glennon nei supplementari, ritornandolo nel touchdown che diede la vittoria alla sua squadra. In quella gara mise a segno anche otto tackle, venendo premiato come miglior difensore della NFC della settimana. Nella seconda parte della stagione, le sue prestazioni furono in lieve calo, complice anche un infortunio al ginocchio che lo costrinse a perdere le gare delle settimane 14 e 15, dopo di che decise di sottoporsi a un intervento chirurgico che pose fine al suo 2014. La sua promettente prima stagione si chiuse quindi con 70 tackle, 4 sack e 2 fumble forzati in 12 presenze, tutte come titolare.

#### 2015
Barr iniziò la sua seconda stagione tra i professionisti guidando subito i Vikings in tackle (12 totali di cui 10 solitari e 2 assistiti), nell'incontro del Monday Night Football in cui i Vikings furono sconfitti per 3-20 dai 49ers padroni di casa. A fine anno fu convocato per il suo primo Pro Bowl al posto dell'infortunato Jamie Collins.

#### 2016
Nel 2016, per la prima volta tra i professionisti, Barr prese parte a tutte e 16 le partite disputate dei Vikings, collezionando in totale 70 tackle, 2 sack, un fumble forzato ed uno recuperato, e più in generale giocando sensibilmente peggio rispetto alla precedente stagione per stessa ammissione del capo allenatore Mike Zimmer, ciò nonostante a fine anno fu nuovamente convocato per il Pro Bowl in sostituzione di Vic Beasley, che saltò l'All-Star Game in quanto impegnato nel Super Bowl LI.

#### 2017
Il 14 gennaio 2018, nel divisional round dei playoff contro i New Orleans Saints, Barr mise a segno un intercetto su Drew Brees nella vittoria per 29-24 che portò i Vikings in finale di conference.

## Palmarès

### Squadra

#### Università
- Sun Bowl: 1

UCLA Bruins: 2013
- Pac-12 South Division: 2

UCLA Bruins: 2011, 2012

### Individuale

#### Università
- First-team All-American: 1

2013
- Second-team All-American: 1

2012
- First team All-Pac-12: 2

2012, 2013
- Difensore dell'Anno della Pac-12: 1

2012
- Lott Trophy: 1

2013

#### Professionisti
- Convocazioni al Pro Bowl: 3

2015, 2016, 2018
- Difensore della NFC della settimana: 1

8ª del 2014

## Statistiche
Statistiche aggiornate alla stagione 2016

Fonte: NFL.com